# مدرن آمریکایی

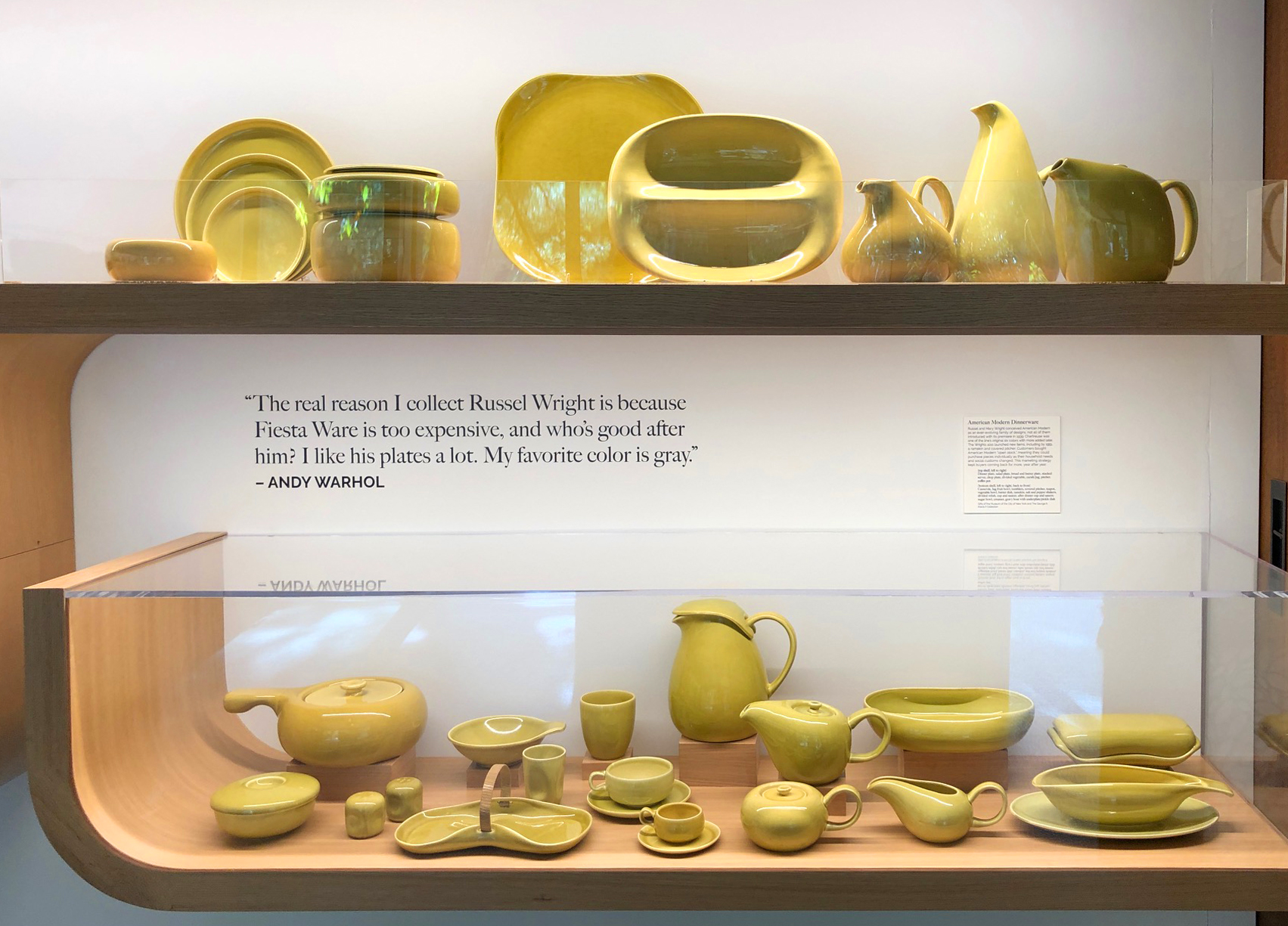
راسل رایت، سفال مدرن آمریکایی

مدرن آمریکایی (به انگلیسی: American Modern) یک زیبایی‌شناسی متمایز طراحی آمریکایی بود که در دوره‌ای مابین ۱۹۲۵ میلادی و جنگ جهانی دوم شکل گرفت. مدرن آمریکایی توسط گروهی پیشگام از طراحان، معماران و هنرمندان ساخته شده‌ است که از جمله آن‌ها می‌توان به نورمن بل گدس، دونالد دسکی، هنری دریفوس، پاول تی. فرانکل، ویلیام لسکیز، ریموند لووی، گیلبرت روده، الیل سارینن، والتر دوروین تیگ، کم وبر و راسل رایت اشاره کرد. این حساسیت طراحی از طریق مجموعه‌ای از اشیاء از جمله مبلمان، ظروف شیشه‌ای، سرامیک، منسوجات، فلزات، لوازم خانگی، اتومبیل، هواپیما و هنرهای گرافیکی بر زندگی روزمرهٔ مردم عادی آمریکایی تأثیر گذاشت. آمریکایی مدرن با فقدان زیور آلات سنتی، استفاده از فن‌آوری‌ها و مواد جدید، و استفاده از تکنیک‌های تولید-انبوه برای ایجاد اشیاء مقرون به صرفه برای طبقهٔ-متوسط در حال گسترش متمایز است.

## ظروف غذاخوری مدرن آمریکایی
ظروف غذاخوری آمریکایی مدرن توسط راسل رایت طراحی شد و در اصل توسط سفال استوبنویل در استوبنویل، اوهایو ساخته شد. در حال حاضر توسط شرکت سفال باوئر لس آنجلس تولید می‌شود. رنگ‌های لعاب این خط شامل: مرجانی، شارتروزی، خاکستری گرانیتی و کف‌دریایی است. قالب‌های ظروف غذاخوری دارای اشکال منحنی متمایز و ساده هستند. ظروف غذاخوری مدرن آمریکایی با بیش از ۲۵۰ میلیون قطعه بین سال‌های ۱۹۳۹ تا ۱۹۵۹ میلادی، محبوب‌ترین و قابل شناسایی‌ترین الگوی چینی فروخته شده بود.

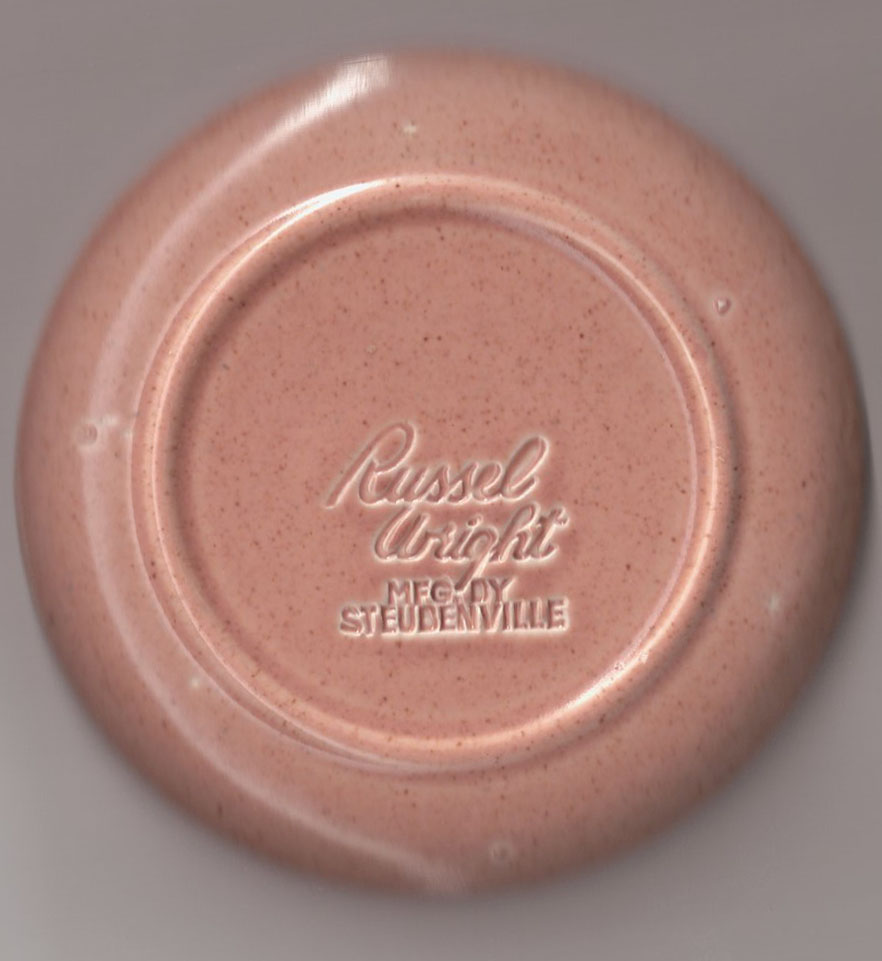
مدرن آمریکایی در رنگ مرجانی.
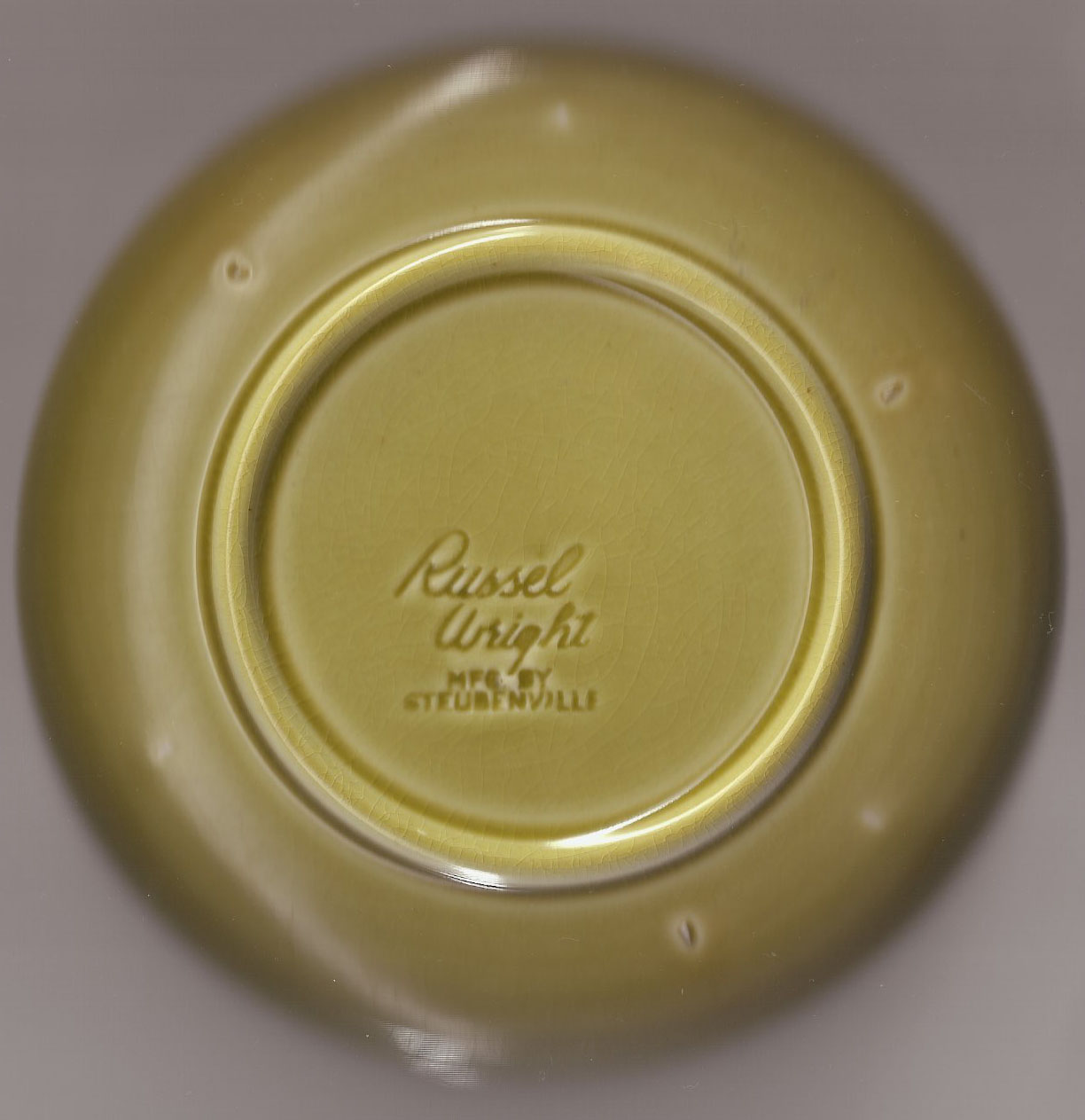
مدرن آمریکایی در رنگ شارتروزی.
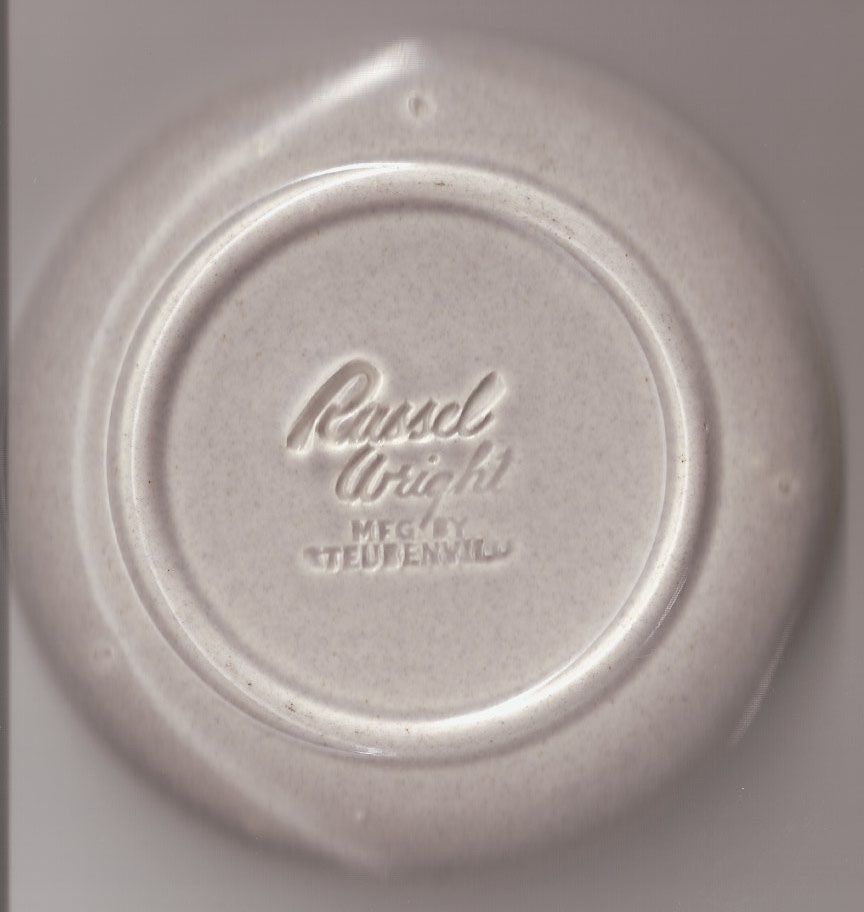
مدرن آمریکایی در رنگ خاکستری گرانیتی.
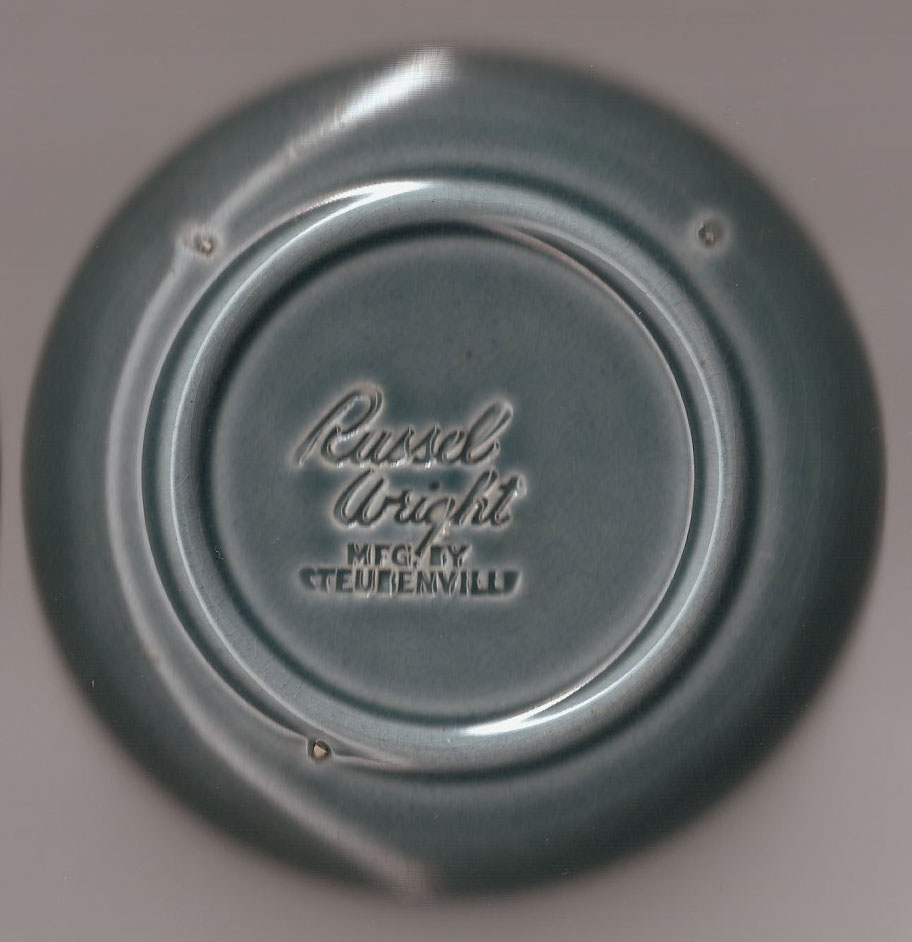
مدرن آمریکایی در رنگ کف‌دریایی.

## کتابشناسی
- «مدرن آمریکایی ۱۹۴۰–۱۹۲۵ میلادی - طراحی برای عصر جدید»، توسط: جی. استوارت جانسون؛ (هری ایبرمز، ۲۰۰۰ میلادی). شابک: ۱-۸۸۵۴۴۴-۱۲-۵.